# Артёмовский (Иркутская область)
Артёмовский — рабочий посёлок в Бодайбинском районе Иркутской области России. Административный центр Артёмовского муниципального образования.

## География
Расположен на реке Бодайбо, в 65 км к северо-востоку от райцентра, города Бодайбо.

## Название
Историческое название посёлка — «прииск Феодосиевский» (иногда встречается написание «Феодосьевский, Федосьевский»). Современное название дано в честь революционера Фёдора Сергеева, более известного как «товарищ Артём».

## История
В 1914 была построена ГЭС на 250 КВт.
Статус рабочего посёлка с 1929 года.

## Население
| 1939  | 1959  | 1970  | 1979  | 1989  | 2002  | 2009  |
| ----- | ----- | ----- | ----- | ----- | ----- | ----- |
| 9532  | ↗9606 | ↘4462 | ↘3901 | ↘3773 | ↘2185 | ↘1884 |
| 2010  | 2011  | 2012  | 2013  | 2014  | 2015  | 2016  |
| ↘1539 | ↘1533 | ↘1478 | ↘1418 | ↘1381 | ↘1341 | ↘1295 |
| 2017  | 2021  |       |       |       |       |       |
| ↘1253 | ↘910  |       |       |       |       |       |

В 2025 году в центре посёлка установили стенд с фотографиями 42 жителей погибших во время вторжения России на Украину, что составляет около 5 % всего населения данного населённого пункта.

## Люди, связанные с посёлком
- Мария Викс (1910—1990) — советская актриса оперетты, народная артистка РСФСР.
- Джек Алтаузен (1907—1942) — советский писатель, поэт, журналист.